# Aspila pibooni
Aspila pibooni — вид лускокрилих комах родини листовійок (Tortricidae). Описаний у 2024 році.

## Поширення
Ендемік Таїланду. Типові зразки зібрані у національному парку Куйбурі у провінції Прачуапкхірікхан на півдні країни (12º21'29"N, 99º28'55"E; 365 м над рівнем води).